# Kékesi Tibor
Kékesi Tibor (Budapest, 1959. január 13. –) magyar építőmérnök, szakközgazdász, politikus, országgyűlési képviselő.

## Életpályája

### Iskolái
Általános és középiskolai tanulmányait a Szinyei Merse Pál Általános Iskola és Gimnáziumban végezte el. 1983-ban diplomázott a Budapesti Műszaki és Gazdaságtudományi Egyetem Építőmérnöki Karán, ahol építőmérnök lett. 1990-ben a Budapesti Műszaki és Gazdaságtudományi Egyetem Építészmérnöki Karán gazdasági mérnök lett. 1991-ben a Marx Károly Közgazdaságtudományi Egyetemen közgazdasági szakokleveles mérnök lett. 1995-ben a Budapesti Közgazdaságtudományi Egyetemen pénzügyi szakosító végzettséget szerzett. 2003-ban elvégezte az Eötvös Loránd Tudományegyetem Állam- és Jogtudományi Karát; így jogász lett.

### Pályafutása
1983–1988 között a Fővárosi Csatornázási Művek munkahelyvezetője volt. 1988–1996 között a X.-XVII. Kerületi Ingatlankezelő Vállalat (IKV), illetve a Kőbányai Vagyonkezelő Rt. termelési osztályvezetője és gazdasági igazgató-helyettese volt. 1996–1999 között a Dél-pesti Regionális Fejlesztési Rt. vezérigazgatója volt. 1999–2002 között a Kőbányai Vagyonkezelő Rt. rehabilitációs és ingatlanfejlesztési vezérigazgató-helyettese volt.

### Politikai pályafutása
1989–1991 között a Szakszervezetek Ifjúsági Szövetségének elnöke volt. 1992 óta az MSZP tagja. 1994 óta VI. kerületi önkormányzati képviselő. 1999–2002 között frakcióvezető volt. 2002–2004 között a Költségvetési és pénzügyi bizottság tagja, 2004–2006 között alelnöke volt. 2002–2006 között a Külügyi bizottság és az Európai integrációs albizottság tagja volt. 2002–2006 között a Budapest Főváros VI. kerület Önkormányzat tagja volt. 2002–2010 között országgyűlési képviselő (Budapest VI. kerület) volt. 2006–2010 között a Költségvetési, pénzügyi és számvevőszéki bizottság, valamint a Külügyi és határon túli magyarok bizottságának tagja volt. 2006–2010 között az Európai ügyek albizottságának elnöke volt. 2007-ben az MSZP frakcióvezető-helyettese volt. 2008–2009 között az Állami Számvevőszék alelnökeit jelölő bizottság tagja volt. 2008–2010 között A Nabucco földgázvezeték előkészítésének és megvalósításának folyamatát segítő eseti bizottság tagja volt. 2009–2010 között az Állami Számvevőszék elnökét és alelnökeit jelölő eseti bizottság tagja volt. 